# Tortelli

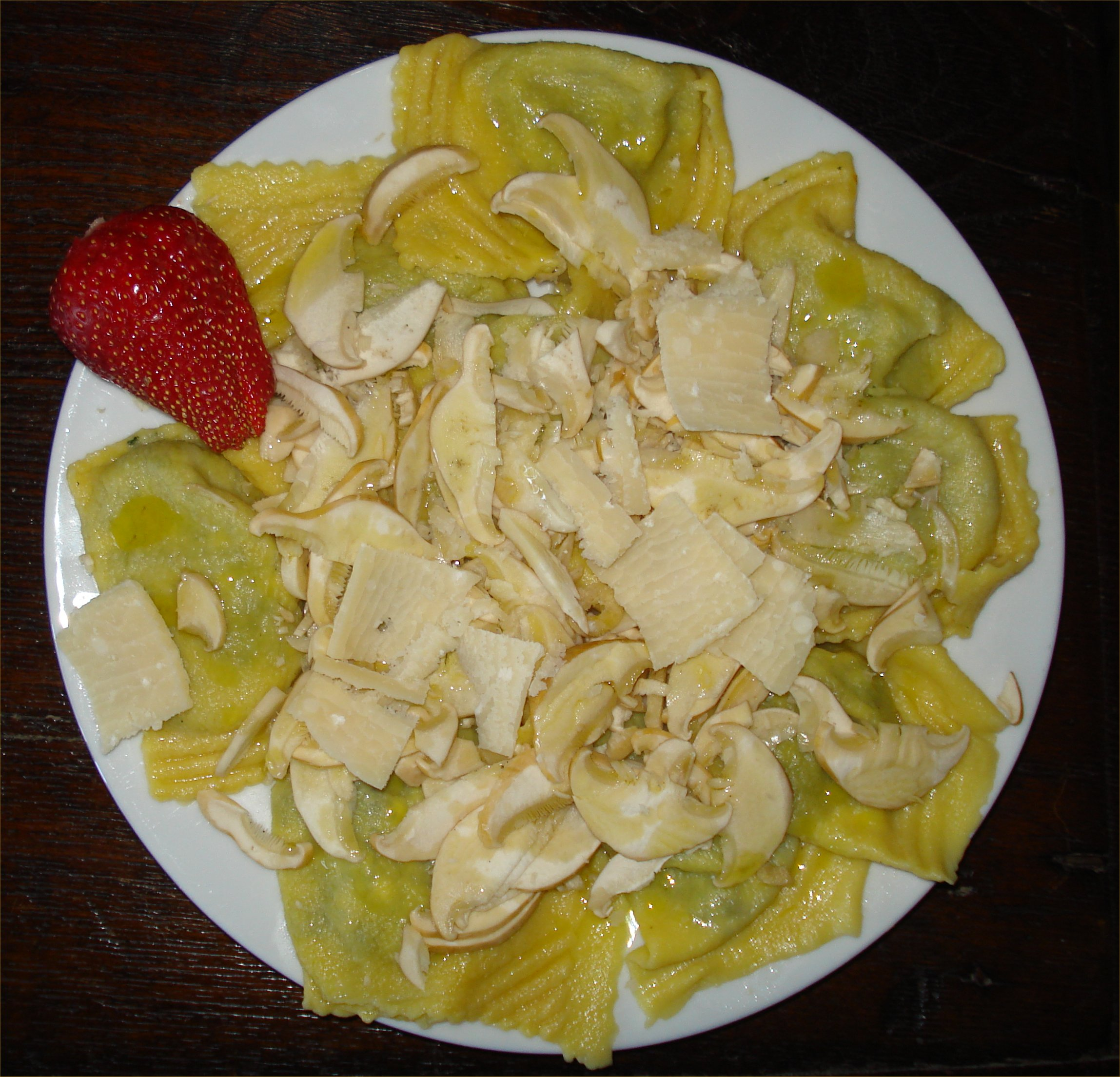
Tortelli bieta e ricotta, con funghi Prugnoli e pecorino, Sasso Pisano

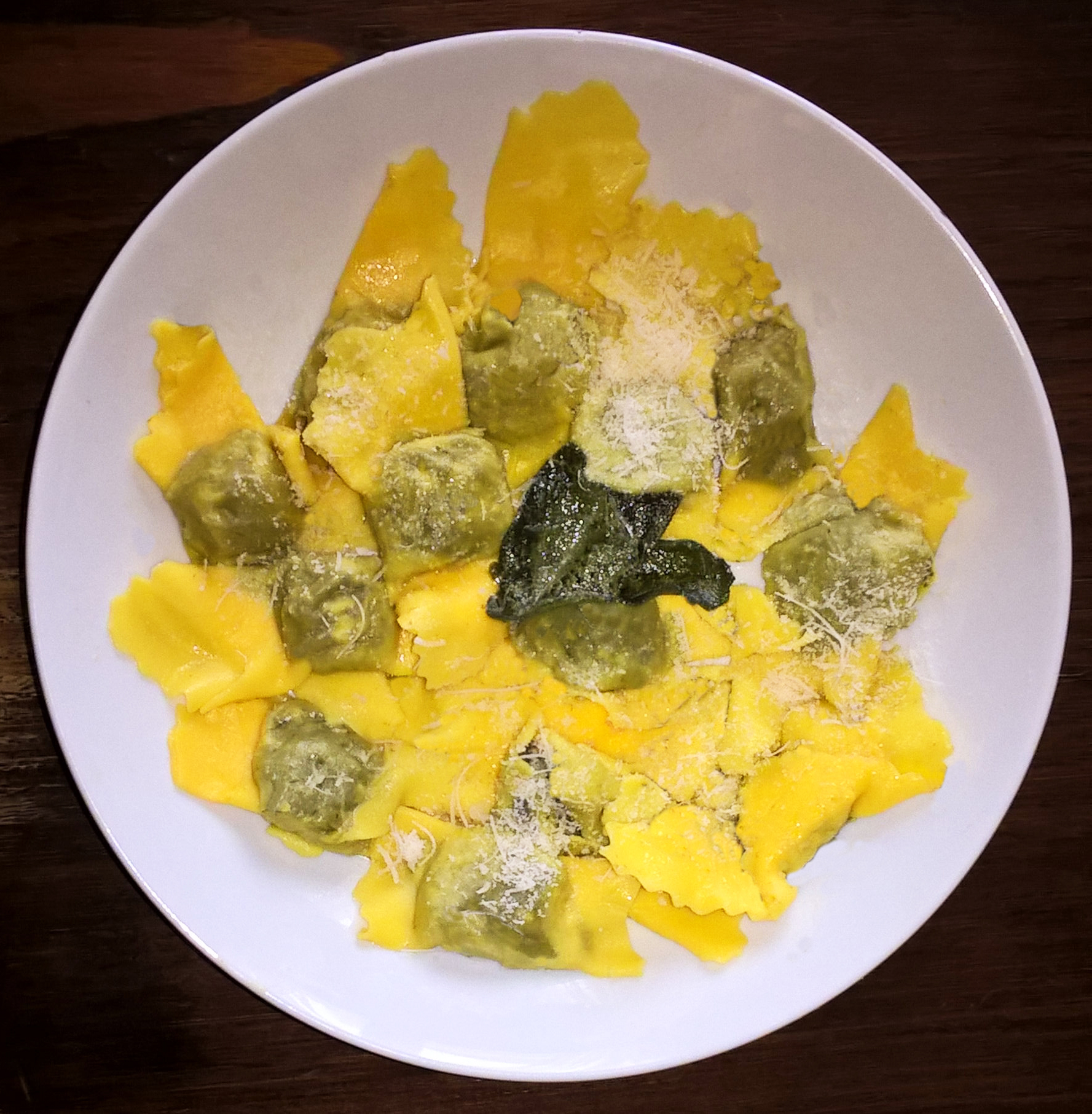
Tortello amaro di Castel Goffredo

Tortello è il nome utilizzato prevalentemente in Emilia-Romagna, Lombardia e Toscana per indicare diversi tipi di pasta ripiena di forma rettangolare, di 2 o 3 cm di lato, altrimenti chiamati ravioli, condita con burro fuso, sugo di pomodoro, ragù o altra maniera. 
I piatti più caratteristici sono tortelli di ricotta alle erbe conditi con burro e salvia; sono tipici anche i tortelli verdi, di zucca (mantovani, reggiani, piacentini o cremonesi), i tortelli di Parma con ricotta ed erbette (tortelli d'erbetta), di spinaci (tortelli alla piacentina), di ortiche, di carciofi, di patate e i tortel dols dal ripieno agrodolce della bassa parmense.
In Toscana si trovano: il tortello del Melo tipico del pistoiese, il tortello di patate (diffuso nei territori di Arezzo, Firenze e Prato), il tortello maremmano con spinaci che si distingue per il ripieno di ricotta e spinaci e le dimensioni più grandi rispetto agli altri tipi. Famosi anche i tortelli di patate alla mugellana, il tortello di carne tipico delle province di Massa-Carrara e Lucca e infine quello dolce di Pitigliano di influenza ebraica.
I tortelli di carne ("tordelli" in dialetto), tipici delle aree di Massa e Carrara, Lucchesia, Versilia e Garfagnana hanno, invece, una forma semi-circolare e contengono un ripieno di carne ed erbette (primo fra tutte il timo, o "peporino"). Nati originariamente come piatto da cucinare esclusivamente il giovedì grasso della religione cattolica, sono ormai entrati nella cucina popolare e vengono preparati non solo nelle occasioni di festa. 
Si parla di tordelli lucchesi, viareggini, camaioresi, versiliesi e apuani con numerose piccole differenze locali o addirittura familiari, quali l'uso o meno di carni cotte o crude, mortadella, salsiccia (cotta o cruda), uova, bieta, spinaci, parmigiano, pecorino, ricotta, timo, noce moscata, chiodo di garofano, mollica di pane ecc., spesso non nettamente distinguibili tra loro.
Nella provincia di Lucca si fanno tortelli più grandi dalla forma rotonda (due strati di pasta di circa 1 o 2 mm) con ripieno formato da carne (vitello e/o maiale, talvolta salsiccia), pane raffermo ammollato, bietola, uovo, pepe e noce moscata, conditi con ragù o sugo di pomodoro; durante la stagione della caccia è possibile trovare nei ristoranti una variante con cinghiale.
In Romagna sono tipici gli orecchioni, con ripieno di ricotta, prezzemolo e noce moscata, mentre nelle zone collinari e montane sono diffusi i tortelli di patate. Nei comuni di Verghereto e Bagno di Romagna, sono tradizionali i tortelli fritti, quadrati (4-5 cm) di sfoglia sottile (talvolta tinta di verde), coi bordi saldati a speronella, con due tipi di ripieno: patate e spinaci con ricotta, unendo parmigiano e noce moscata. Nell'alta Romagna forlivese-cesenate sono tradizionali anche i tortelli alla lastra, che però non sono una pasta, ma un prodotto di panetteria. Ripieni di patate insaporite con pancetta o salsiccia o a volte di erbe, sono simili ai crescioni, ma di forma quadrata, a differenza dei crescioni che sono a mezzaluna, come una piadina ripiegata e ripiena, cucinati in tutta la Romagna. Originariamente venivano cotti su una lastra di pietra rovente sul camino.
Similmente ai ravioli, vi sono anche versioni di tortelli fritti e dolci, ripieni di marmellata, ricotta o cioccolata.
In Brianza vengono invece chiamati tortelli delle piccole frittelle dolci, di forma approssimativamente sferica, che vengono preparate per la ricorrenza di sant'Antonio Abate, il 17 gennaio